# Савин Мисирац
Свети мученик Савин Мисирац је био родом из града Хермопоља. Он је био старешина у том граду. За време једног гоњења хришћана он се удаљио у неку планину са многим другим хришћанима, и затворио се у једну колибу где је проводио време у посту и молитви. Међутим проказао га је неки просјак, који му је храну доносио и коме је Савин многа добра учинио. Савин, са још шесторицом је ухваћен од војника, везан и на суд отеран. После великих мука бачен је у реку Нил где је преминуо 287. године.
Српска православна црква слави га 16. марта по црквеном, а 29. марта по грегоријанском календару.